# Ranko Vidović

Wappen von Ranko Vidović

Ranko Vidović (* 6. Mai 1961 in Vidonje, Gespanschaft Dubrovnik-Neretva, SFR Jugoslawien) ist ein kroatischer Geistlicher und ernannter römisch-katholischer Bischof von Hvar.

## Leben
Ranko Vidović studierte am Priesterseminar in Split und empfing am 29. Juni 1986 das Sakrament der Priesterweihe für das Erzbistum Split-Makarska.
Nach der Priesterweihe war er Kaplan in Kaštel Kambelovac und Pfarrer in Split-Lovrinac (1988–2014). Seit 2014 war er Pfarrer und Rektor des Heiligtums der Muttergottes in Solin. Seit dem 31. Oktober 2014 ist er auch Dekan von Solin.
Darüber hinaus war er seit 1988 Mitglied des Rates für das Priesterseminar und die Berufungspastoral.
Papst Franziskus ernannte ihn am 4. März 2021 zum Bischof von Hvar.
Wahlspruch des neuen Bischofs ist "Evo ti majke" - "Siehe Deine Mutter".
Marin Barišić, Erzbischof von Split-Makarska hat ihm am 22. Mai 2021 in der Kathedrale von Hvar die Bischofsweihe gespendet. Mitkonsekratoren waren der Erzbischof-Koadjutor von Split-Makarska und Apostlische Administrator von Poreč-Pula, Erzbischof Dražen Kutleša, sowie Vidovićs Vorgänger als Bischof von Hvar, Petar Palić von Mostar-Duvno. Gleichzeitig ergriff Vidović Besitz von seiner Diözese.